# Stokkviknakkentunnel
Die Stokkviknakkentunnel (norwegisch Stokkviknakkentunnelen) sind zwei Straßentunnel im Verlauf des Fylkesvei 830 zwischen Finneid und Sulitjelma im norwegischen Fylke Nordland.

## Erster Stokkviknakkentunnel
Der erste Stokkviknakkentunnel wurde 1892 mit dem Bau der alten Sulitjelmabane von Sjønstå nach Fossen gebaut. Die Strecke umrundete den Bergstock Stokkviknakken am Ufer der Sjønståelva, wobei durch den etwa 80 Meter langen Tunnel die Streckenführung vereinfacht wurde.

## Zweiter Stokkviknakkentunnel
Nach der Verlängerung der Strecke nach Finneid sowie den 1956 erfolgten zahlreichen Linienverbesserungen mit dem Grønnlifjelltunnel, dem Hårskoltentunnel und dem Sjønståfjelltunnel wurde mit den Arbeiten für einen neuen Tunnel durch Stokkviknakken ab Mai 1961 begonnen. Der Tunnel konnte ab dem 30. November 1962 benutzt werden.
Dieser 568 Meter lange Tunnel ersetzte seinen kürzeren Vorgänger und ermöglichte eine verbesserte Linienführung der Strecke. Nachdem die Bahnstrecke 1972 aufgegeben worden war, erfolgte der Umbau des Tunnels für den Straßenverkehr. Diese Arbeiten wurde 1975 abgeschlossen.